# Bucilly
Bucilly es una comuna francesa, situada en el departamento de Aisne, de la región de Alta Francia.

## Demografía
| 266 | 250 | 245 | 216 | 246 | 229 | 204 | 184 |
| Para los censos de 1962 a 1999 la población legal corresponde a la población sin duplicidades (Fuente: INSEE [Consultar]) |     |     |     |     |     |     |     |